# Xaver Affentranger
Xaver Affentranger (* 1. Dezember 1897; † ?) war ein Schweizer Skispringer, Nordischer Kombinierer und Skilangläufer.
Affentranger war in Kriens wohnhaft und startete für den damals führenden Ski-Club Luzern.
Bei den Olympischen Winterspielen 1924 trat Affentranger in allen drei Disziplinen an. Dabei erreichte er im Springen von der Normalschanze den 24. Platz. Im Skilanglauf über 18 km lief er auf den 22. Platz. Bei den Kombinierern kam er auf den 17. Platz.
Bei den Nordischen Skiweltmeisterschaften 1925 in Johannesbad gewann Affentranger hinter den beiden Tschechoslowaken Otakar Německý und Josef Adolf die Bronzemedaille im Einzel der Nordischen Kombination.
Nach seiner aktiven Karriere führte er ein Sportgeschäft in der Winkelriedstrasse in Luzern.